# International Republican Institute

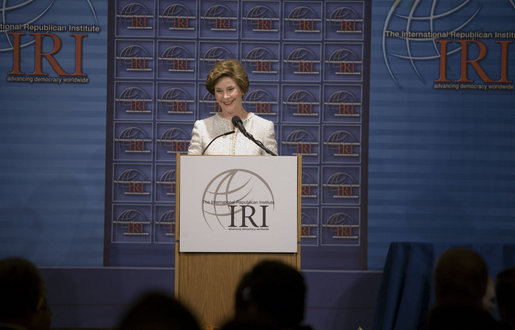
Laura Bush hält eine Rede bei der IRI (2006)

Das International Republican Institute (IRI, „Internationales Republikanisches Institut“) ist eine US-amerikanische Einrichtung, die Programme zur Förderung von Demokratie in Entwicklungsländern durchführt. Es wurde 1983 gegründet und sitzt in Washington, D.C. Seine Finanzierung erhält es zum Teil direkt von der US-Regierung durch die United States Agency for International Development (USAID) und das Außenministerium (State Department), zum Teil indirekt durch das regierungsnahe National Endowment for Democracy (NED).
Das IRI steht der Republikanischen Partei der USA nahe, verfolgt aber einen überparteilichen Ansatz, arbeitet also anders als die deutschen parteinahen Stiftungen in jedem Land mit mehreren Parteien und nicht nur mit solchen aus der eigenen Parteienfamilie zusammen. Vorsitzender des Board of Directors des IRI ist der Senator Dan Sullivan. Von 1993 bis 2008 war John McCain der Vorsitzende. Demokratisches Pendant des IRI ist das National Democratic Institute for International Affairs (NDI).
2016 wurde das IRI in Russland als „unerwünschte Organisation“ eingestuft.